# نورمن ویزدوم
سِر نورمَن جوزف ویزدوم (به انگلیسی: Sir Norman Joseph Wisdom) (زادهٔ ۴ فوریهٔ ۱۹۱۵ – درگذشتهٔ ۴ اکتبر ۲۰۱۰) کمدین و بازیگر سینما و تلویزیون اهل انگلستان بود.

## زندگی و حرفه
نورمن ویزدوم در ناحیهٔ ماری‌لبون لندن به دنیا آمد. او فعالیت در سینما را از سال ۱۹۴۸ آغاز کرد. او با کلاه پارچه‌ای و کت و شلوار تنگ معروفش در بیش از ۳۰ فیلم به بازی پرداخت. او در سال ۲۰۰۰ برای فعالیتش در زمینه هنر و سرگرمی از دربار سلطنتی بریتانیا لقب «سر» گرفت.

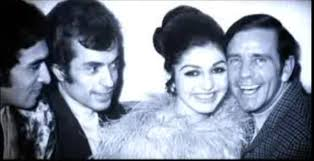
نورمن ویزدوم به همراه گوگوش

ویزدوم در نودمین سالروز تولدش، (۴ فوریه ۲۰۰۵) از فعالیت هنری کناره گرفت و به بیش از نیم قرن حضور در عرصه سینما و تلویزیون پایان داد. با این وجود او در سال ۲۰۰۷ در یک فیلم کوتاه به نام اسپرسو در نقش یک کشیش بازی کرد. سود حاصل از فروش دی‌وی‌دی این فیلم به یک مؤسسه حمایت از بیماران سرطانی تعلق گرفت.

## حضور در ایران
نورمن ویزدوم در تاریخ ۱۴ بهمن ۱۳۴۸ در ساعت ۱۰:۲۵ شب به دعوت مدیر کاباره شکوفه‌ نو برای اجرای ۸ شب برنامه با ارکستری ۱۴ نفره وارد ایران شد، که مصادف بود با زادروز تولد ۴۵ سالگی نورمن ویزدوم.

## وضعیت سلامت
در اواسط سال ۲۰۰۶ هنگامی که او از تپش قلب نامنظم رنج می‌برد به وسیلهٔ هلیکوپتر به بیمارستانی در لیورپول منتقل شد و به وسیلهٔ دستگاه‌های مخصوص تنظیم ضربان قلب تحت مداوا قرار گرفت. در ماه اوت سال ۲۰۰۷، در روزنامه ای از گروه دیلی میل و روزنامه محلی جزیره من گزارش شده که نورمن ویزدوم از ۱۲ ژوئیه ۲۰۰۷ در خانه سالمندان ابوتس وود در بالاسالا، ساکن شده‌است. در همان ماه‌ها شبکه خبری بی‌بی‌سی تأیید کرد که ویزدوم در خانه پرستاری و تحت نظارت پزشکان زندگی می‌کند و از مشکلات عروقی رنج می‌برد.

## مرگ
نورمن ویزدوم در شش ماه آخر عمرش چندین بار دچار سکته مغزی شد که باعث تحلیل قوای جسمی و ذهنی وی گردید. او در ساعت ۶:۴۶ عصر ۴ اکتبر ۲۰۱۰ (به وقت گرینویچ) در یک خانه سالمندان در ابوتس وود درگذشت. در زمان مرگش، نورمن دو فرزند و دو نوه داشت. مراسم تشییع جنازه او در تاریخ: ۲۲ اکتبر سال ۲۰۱۰، در داگلاس، جزیره من، برگزار شد. تمام اهالی جزیره به این مراسم دعوت شدند، کلاه پارچه ای و علامت تجاری وی در کلیسا درون تابوت قرار داده شد. در مراسم تشییع جنازه نورمن ویزدوم هنرمندان و بازیگران زیادی شرکت داشتند و به درخواست ویزدوم، مویرا اندرسون ترانه: "Who Can I Turn To" را اجرا کرد. که این ترانه خصوصاً برای مناسبت‌ها به وسیلهٔ «گوردون کری» تنظیم شده بود.

## فیلم‌شناسی
- قرار ملاقات با یک رؤیا (۱۹۴۸)
- دردسر در فروشگاه (۱۹۵۳)
- یک حرکت صحیح (۱۹۵۵)

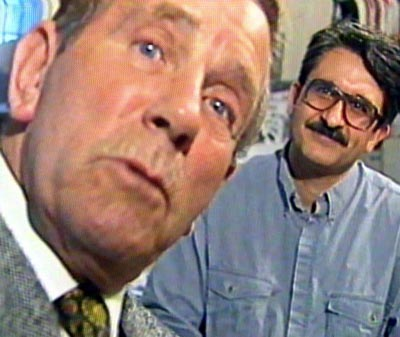
نورمن ویزدوم در حال مصاحبه با خبرنگار ایرانی علی‌اکبر عبدالرشیدی

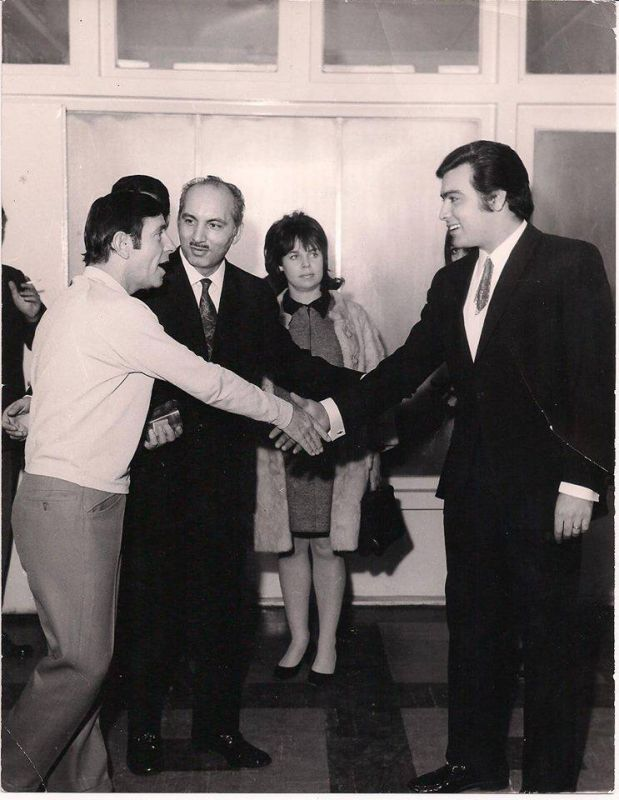
نورمن ویزدوم (چپ) مهدی میثاقیه (وسط) منوچهر وثوق (راست) در ایران - ۱۳۴۸

- مادامی که آن‌ها خوشحال هستند (۱۹۵۵) (نقش کوتاه)
- مرد لحظه‌ها (۱۹۵۵)
- شیشه پاک‌کن (۱۹۵۶)
- تنها شانس من (۱۹۵۷)
- جاده صاف‌کن (۱۹۵۹)
- به دنبال یک ستاره (۱۹۵۹)
- مرد نادرستی بود (۱۹۶۰)
- نورمن در فضا (۱۹۶۰)
- دختری در قایق (۱۹۶۱)
- سربزنگاه (۱۹۶۲)
- قصاب‌باشی (۱۹۶۳)
- شیرفروش (۱۹۶۵)
- مرد ساندویچی (۱۹۶۶)
- فشار زمان (۱۹۶۶)
- آندروکلس و شیر (۱۹۶۸، تلویزیون)
- شبی که به مینسکی حمله کردند (۱۹۶۸)
- نورمن هیپی شده (۱۹۶۹)
- نورمن (۱۹۷۰، تلویزیون)
- سالن موسیقی (۱۹۷۰، تلویزیون)
- هیچ‌کس نورمن ویزدوم نیست (۱۹۷۳، تلویزیون)
- یه خُرده ویزدوم (۱۹۷۴، تلویزیون)
- بی‌بی‌سی پلی‌هاوس : "به آرامی می‌روید" (۱۹۸۱، تلویزیون)
- برژراک (۱۹۸۳، تلویزیون)
- دهه ۱۹۵۰: موسیقی، خاطره‌ها و نقاط عطف (۱۹۷۸، تلویزیون)
- دابل ایکس، بدو خرگوش، بدو (۱۹۹۲)
- در انتهای دوران میانسالی (۱۹۹۵–۲۰۰۴)
- کتی مانینگ کدوم گوریه؟ (۱۹۹۸، تلویزیون)
- حادثه (۱۹۹۸، تلویزیون)
- اتاق زیرشیروانی جانفن (۲۰۰۱)
- دیـِل و پاسکو (۲۰۰۲، تلویزیون)
- آخرین کارآگاه (۲۰۰۳، تلویزیون)
- در بستر هم‌آغوشی (۲۰۰۳، تلویزیون)
- خیابان کورونیشن (۲۰۰۴، تلویزیون)
- پنج بچه و شنی (۲۰۰۴) در نقش نسیب.
- اکسپرسو (۲۰۰۷)
- سرزمین عجایب: زندگی پنهان نورمن ویزدوم ۹۲ و ۳/۴ ساله (۲۰۰۸، تلویزیون) (آخرین نقش‌آفرینی او)